# Chris Barber

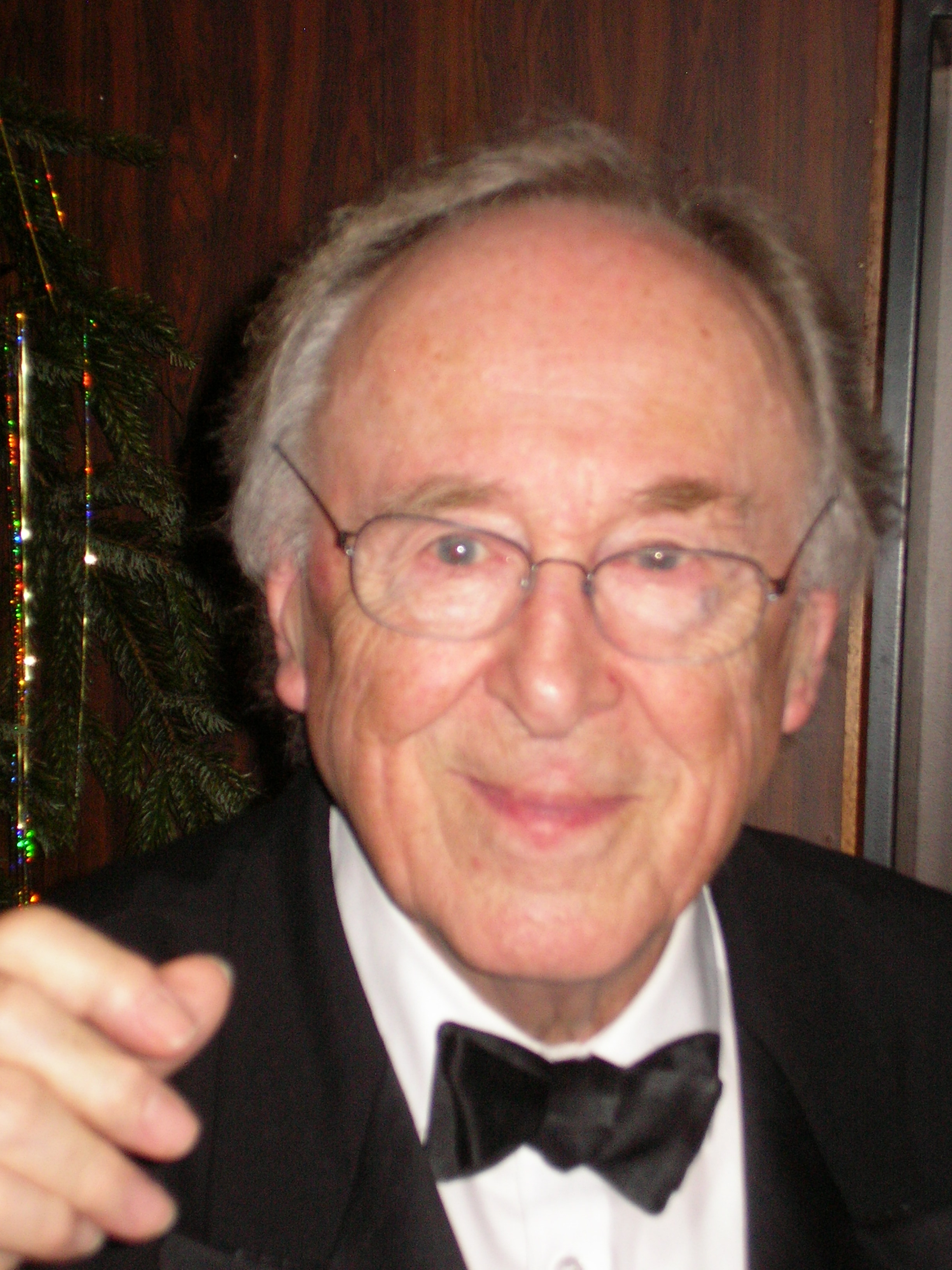
Chris Barber, 2010

Donald Christopher Barber (Welwyn Garden City, 17 de abril de 1930 – 2 de março de 2021) foi um trombonista britânico, baixista e músico de jazz, líder de banda que influenciou o desenvolvimento de novas tendências de um jazz tradicional britânico independente.
Barber estudou trombone e contrabaixo na Guildhall School of Music and Drama, em Londres. Barber começou a ser o líder de sua própria banda em 1949, no qual ele tocava trombone. Barber ajudou a lançar carreiras de vários músicos, incluindo a cantora de blues Ottilie Patterson (1932–2011), que já foi sua esposa.
Morreu em 2 de março de 2021, aos 90 anos de idade.

## Discografia
- Bestsellers: Chris Barber & Papa Bue's Viking Jazzband, 1954
- Original Copenhagen Concert, (ao vivo) 1954
- Chris Barber in Concert, (ao vivo) 1956
- Chris Barber Plays, Vol. 2, 1956
- Chris Barber Plays, Vol. 3, 1957
- Chris Barber Plays, Vol. 4, 1957
- Chris Barber in Concert, Vol. 2, (ao vivo) 1958
- "Petite Fleur", 1958
- Chris Barber American Jazz band, 1960
- In Budapest, 1962
- Louis Jordan Sings, 1962
- Live in East Berlin, 1968
- Chris Barber & Lonnie Donegan, 1973
- Echoes of Ellington, Vol. 1, 1976
- Echoes of Ellington, Vol. 2, 1976
- Echoes of Ellington, 1978
- Take Me Back to New Orleans, 1980
- Copulatin' Jazz: The Music of Preservation Hall, 1993
- Live at the BP Studienhaus, 1997
- Cornbread, Peas & Black Molasses, (ao vivo) 1999
- The Big Chris Barber Band with Special Guest Andy Fairweather Low: As We Like It, 2009
- Chris Barber's Jazz Band, Chris Barber 1957-58, 2009
- The Chris Barber Jazz & Blues Band, Barbican Blues, 2009
- The Big Chris Barber Band, Barber At Blenheim, 2009
- Chris Barber's Jazz Band with Sonny Terry & Brownie McGhee, Sonny, Brownie & Chris, 2009
- Chris Barber Memories Of My Trip, 2011